# Егозеро (озеро, Пудожский район, южное)
Егозеро — пресноводное озеро на территории Пяльмского сельского поселения Пудожского района Республики Карелии.

## Общие сведения
Площадь озера — 1,1 км². Располагается на высоте 83,0 метров над уровнем моря.
Форма озера продолговатая: оно почти на два километра вытянуто с северо-запада на юго-восток. Берега каменисто-песчаные, преимущественно возвышенные.
Через Егозеро течёт река Туба, впадающая в Онежское озеро.
Населённые пункты и автодороги вблизи водоёма отсутствуют.
Код объекта в государственном водном реестре — 01040100611102000019005.